# Kifisia (gmina)
Kifisia (gr. Δήμος Κηφισιάς, Dimos Kifisias) – gmina w Grecji, w administracji zdecentralizowanej Attyka, w regionie Attyka, w jednostce regionalnej Ateny-Sektor Północny. Siedzibą gminy jest Kifisia. W jej skład wchodzą także: Ekali i Nea Eritrea. W 2011 roku liczyła 71 259 mieszkańców. Powstała 1 stycznia 2011 roku w wyniku połączenia dotychczasowych gmin: Kifisia, Nea Eritrea i Ekali.